# Luli & Lucina
Luli & Lucina foi uma dupla formada pelas compositoras, cantoras, percussionistas, violonistas e violeiras brasileiras Heloisa "Luli" Orosco Borges da Fonseca (Rio de Janeiro, 19 de junho de 1945 – Nova Friburgo, 26 de setembro de 2018) e Lucia Helena "Lucina" Carvalho e Silva (Cuiabá, 25 de dezembro de 1950).

## Carreira
Quando a bossa Nova nasceu no Rio, na casa de Luli, na Tijuca, também se juntava a "ala oeste" da Bossa Nova: Luli, Aldir Blanc, Gonzaguinha e Sá, entre outros. Essa história está contada na música "Bossa Velha". Lucina (Cuiabá, 25 de Dezembro de 1950) esteve como Lucelena, presente em vários festivais de música. No Festival Universitário de Música Popular com "Canção do entardecer" e "Jogo de viola", com Edu Lobo. No IV Festival da Música Popular Brasileira na TV Record em 1968 com "O viandante" e "Cantoria". No III Festival Internacional da Canção Popular em 1968, com a música "Rua da Aurora". Esteve junto ao Grupo Manifesto, ganhador do Festival Internacional da Canção de 1967. No II Festival Internacional da Canção, em 1967, na TV Globo, ao lado do Grupo Manifesto, com Gracinha Leporace, Mariozinho Rocha, Fernando Leporace, Junaldo, Augusto César Pinheiro, José Renato Filho, Guarabyra e Guto Graça Melo, venceram o festival com a canção "Margarida".
O grupo surgiu em 1965 e neste mesmo ano realizou na TV Continental (RJ) a série de programas semanais "O mundo é nosso", levada ao ar nas tardes de sábado. Em uma das apresentações, recebeu na emissora as visitas de Nélson Motta, Elis Regina e Aloysio de Oliveira, então diretor artístico do selo Elenco da Philips, sendo, na oportunidade, contratado pela gravadora.

Surgem Luli e Lucinha, no VII Festival Internacional da Canção, em 1972, na Rede Globo, com a música "Flor lilás", com arranjos de Zé Rodrix. Com a classificação, gravou um compacto duplo que teve a participação de O Bando. Logo são lançadas na boate Pujol, ao lado dos Dzi Croquetes.
Com mais de 800 músicas compostas em parceria, quem mais gravou a dupla foi Ney Matogrosso - praticamente todos os discos do Ney possuem ao menos uma música de Luli e Lucina. É delas "Bandoleiro", "Coração Aprisionado", "Êta Nóis", "Bugre", "Me Rói" e "Pedra de Rio", "Napolelão", entre outros. Além dessas composições, Luli é parceira de João Ricardo em "Fala" e "O Vira", gravadas pelos Secos & Molhados em 1973.
Foram também gravadas pel'o grupo As Frenéticas, Nana Caymmi, Tetê e Alzira Espíndolla, Joyce, Rolando Boldrin e Wanderléa.
Nos anos 70, Luli e Lucina foram morar em um sítio em Mangaratiba - litoral do Rio. Lá viveram o sonho da vida comunitária, e ao lado do fotógrafo Luiz Fernando Borges da Fonseca criaram um estilo novo de composição.
Produziram, gravaram e distribuíram seu primeiro disco Luli e Lucinha em 1979, Seguiram com Amor de Mulher – Yorimatã; Timbres Temperos; Porque sim porque não, que as leva para uma turnê na Europa; Elis e Elas, de releituras em homenagem a Elis Regina; e um disco comemorativo de 25 anos de carreira.
A dupla formou um trisal com o fotógrafo Luiz Fernando da Fonseca, com cada uma tendo dois filhos com ele, que morreu em 1990.
A dupla se desmanchou em 1998. Lucina e Luli, seguiram carreira solo. Luhli com seu show "O Ney e eu", com o repertório de suas composições, a maioria ao lado de Lucina, gravadas por Ney Matogrosso. Lucina lançou em 2009 o álbum + do que parece, que traz parcerias e quase uma centena de composições inéditas com Zélia Duncan.
Em 2014 foi lançado na Mostra Internacional de São Paulo o documentário Yorimatã, do diretor Rafael Saar, sobre a história de Luhli e Lucina. O filme foi exibido em diversos festivais e será lançado em circuito comercial.
Em 2017, Lucina lança o CD de inéditas Canto de Árvore e comemora os 50 anos de carreira fonográfica. O núcleo instrumental do CD e do show é formado pelos músicos Marcelo Dworecki, Peri Pane e Otávio Ortega, artistas que fazem parte do projeto Canções Velhas pra Embrulhar Peixes. 

## Discografia

### Luli e Lucina
- Luli & Lucinha - 1979
- Amor de Mulher / Yorimatã - 1982
- Êta Nóis! - 1984
- Timbres e Temperos - 1984
- Porque Sim, Porque Não? - 1991
- Elis & Elas - 1995
- 25 anos -1996